# 旭ケ丘駅 (宮崎県)
旭ケ丘駅（あさひがおかえき）は、宮崎県延岡市旭ヶ丘にある、九州旅客鉄道（JR九州）日豊本線の駅である。

## 歴史
- 1988年（昭和63年）3月13日：開業[1]。
- 1996年（平成8年）6月1日：宮崎総合鉄道事業部発足により、大分支社から鹿児島支社に移管。
- 2022年（令和4年）4月1日：宮崎支社の発足により、鹿児島支社から同支社へ移管[2]。

## 駅構造

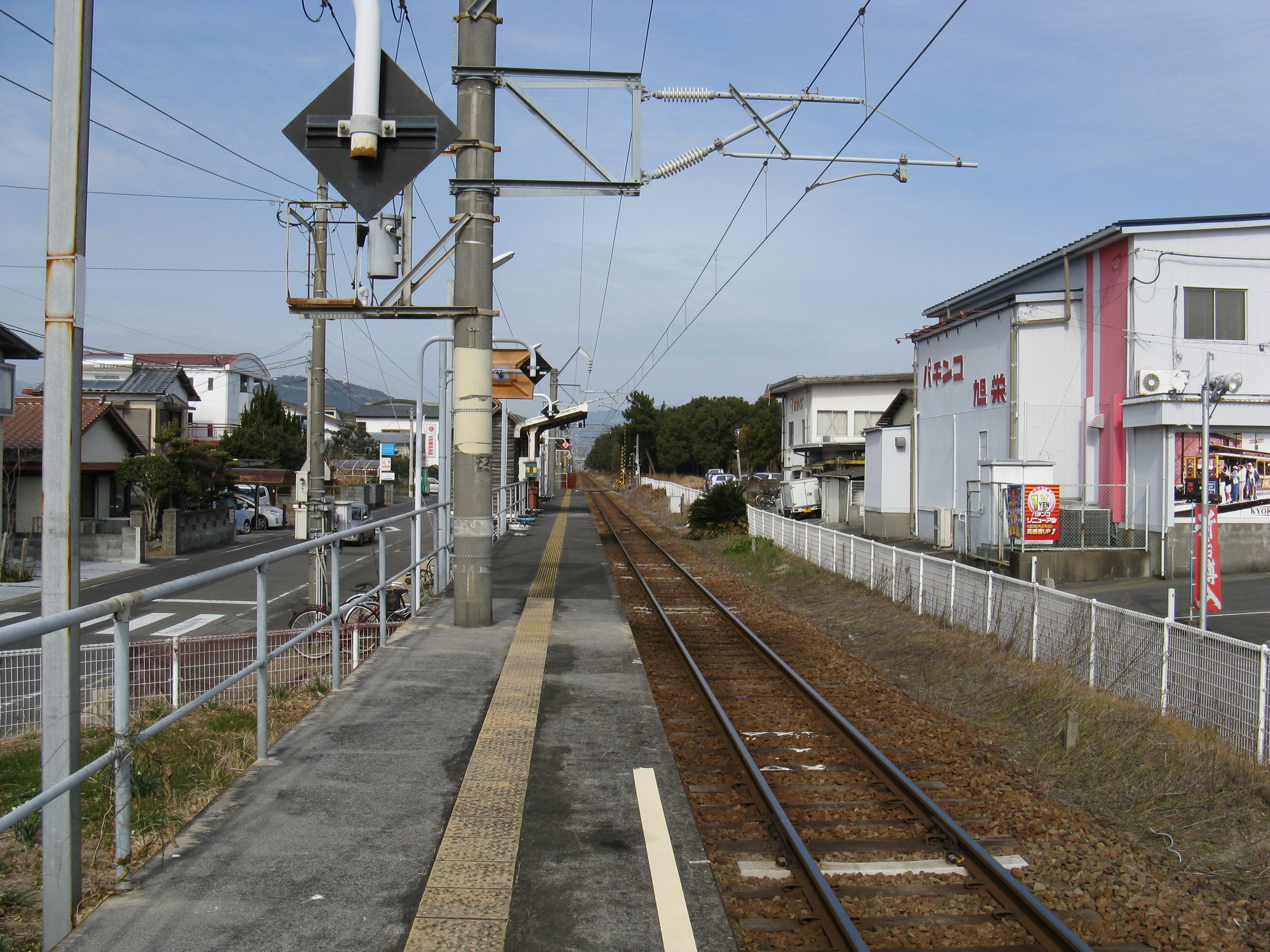
ホーム（延岡・大分方面）

単式ホーム1面1線を有する地上駅。山側にホームがある。
以前は有人駅（開業当初：委託駅→1991年頃：延岡駅からの派遣社員による直営管理）であったが合理化により無人駅となった。小さな待合所がある。近距離きっぷの自動券売機が設置されている。

## 利用状況
近年の1日平均乗車人員は以下の通り。
| 年度   | 1日平均 乗車人員 |
| ------ | ---------------- |
| 1996年 | 131              |
| 1997年 | 114              |
| 1998年 | 104              |
| 1999年 | 106              |
| 2000年 | 109              |
| 2001年 | 110              |
| 2002年 | 101              |
| 2003年 | 109              |
| 2004年 | 104              |
| 2005年 | 118              |
| 2006年 | 138              |
| 2007年 | 145              |
| 2008年 | 139              |
| 2009年 | 151              |
| 2010年 | 150              |
| 2011年 | 158              |
| 2012年 | 164              |
| 2013年 | 144              |
| 2014年 | 129              |
| 2015年 | 131              |

## 駅周辺
西側には新興住宅街「旭ヶ丘」「一ヶ岡」が控え、東側は国道10号と防潮林で海が近く当駅は延岡新港の入口付近にある。
- 味のおぐら旭ヶ丘店
- 国道10号
  - 旭ヶ丘バス停 - 延岡 - 日向市（ロックタウン日向など）、延岡 - 赤水（外浦）
- 延岡新港
  - 旭化成新港基地
- 延岡旭ヶ丘郵便局
- 旭ヶ丘入口バス停
- 延岡市立一ヶ岡小学校
- 延岡市立土々呂小学校
- 延岡市立土々呂中学校

### バス路線
国道10号に「旭ヶ丘」停留所があり、宮崎交通の路線が発着する（当駅から徒歩約2分）。
旭ヶ丘
- 土々呂方面（海側乗り場）
  - イオンタウン日向行き、日向高校前行き、東細島行き、平田病院行き、赤水（外浦）行き
- 延岡方面（山側乗り場）
  - 延岡駅前バスセンター行き、レーヨン行き

上記バス停の路線とは別に住宅団地「一ヶ岡」は南延岡・延岡駅方面へ一時間中概ね2本運転されている。現在より本数が多かった時代もあり、比較的大きな住宅街の最寄駅でありながら当駅利用者が特に多くない要因にもなっていた。

## 隣の駅
九州旅客鉄道（JR九州）
■日豊本線
南延岡駅 - 旭ケ丘駅 - 土々呂駅